# Lady Killer (film 1933)
Lady Killer è un film del 1933 diretto da Roy del Ruth.

## Trama
Il gangster Dan Quigley lascia New York per sfuggire ai suoi nemici, arrivato a Hollywood inizia a recitare qualche ruolo qua e là, e prima di rendersene conto, è diventato una stella. Almeno finché non tornano quelli della vecchia banda.